# Mindenszentek

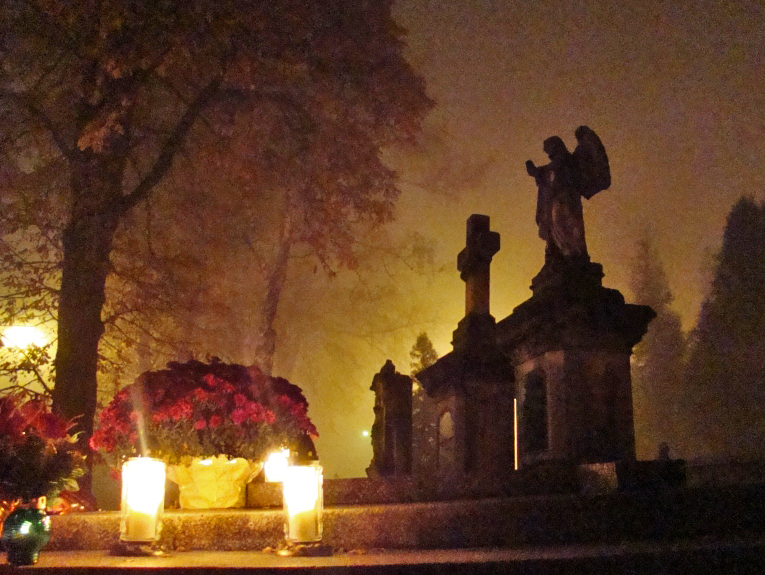
Requiem aeternam dona eis, Domine, et lux perpetua luceat eis. Fényesen világítanak az emlékezés lángjai halottak napján

A mindenszentek vagy mindenszentek napja (röviden mindszent; latinul Festum Omnium Sanctorum) a keresztények ünnepe, az üdvözült lelkek emléknapja, melyet a keresztény világ (katolikus, protestáns) november 1-jén tart. Ekkléziológiailag a megdicsőült Egyház (latinul ecclesia triumphans) ünnepe. A még élők a „küzdő egyházat” (ecclesia militans), a már meghalt és tisztítótűzben bűnhődők a „szenvedő egyházat” (ecclesia patiens), az üdvözültek pedig a „diadalmas egyházat” (ecclesia triumphans) képviselik. Az ünnep 741-ben, III. Gergely pápa idején jelent meg először a megemlékezés napjaként. Jámbor Lajos frank császár 835-ben IV. Gergely pápa engedélyével már hivatalosan is elismerte az új ünnepet. A hagyomány szerint egyetemes ünneppé IV. Gergely pápa tette. A katolikus és az ortodox keresztény egyházak ünnepe Magyarországon 2000-től újra munkaszüneti nap.
Nem tévesztendő össze a halottak napjával, egyháztanilag a szenvedő Egyház (latinul ecclesia patiens) ünnepével, amit 998 óta tart meg az egyház a következő napon, november 2-án az elhunyt, de az üdvösséget még el nem nyert, a tisztítótűzben szenvedő hívekért. Szent Odiló clunyi bencés apát 998-ban vezette be emléknapként. Később a bencés renden kívül is ünnepnappá vált, és a 14. század elejétől a katolikus egyház egésze átvette. Estéjét a halottak estéjének (halottak vigíliájának) is nevezik, ilyenkor sok helyen hosszan, akár 1-2 órán át szólnak a harangok a halottak emlékezetére.
Az angolszász országokban a Mindenszentek napját megelőző este, október 31. a halloween ünnep (angolul all hallows' evening = „minden szent estéje”).
E mai napon, szeretteim, mind valamennyi szenteknek emlékezetét egy közös ünneplésnek vígságával üljük. Mert hitvallásuk minél szilárdabb volt a szenvedésben, annál ragyogóbb most a tisztességben. Lépjünk mi is erre az útra, siessünk a mennyei hazába, melynek polgárai közé felvétettünk!

## Története

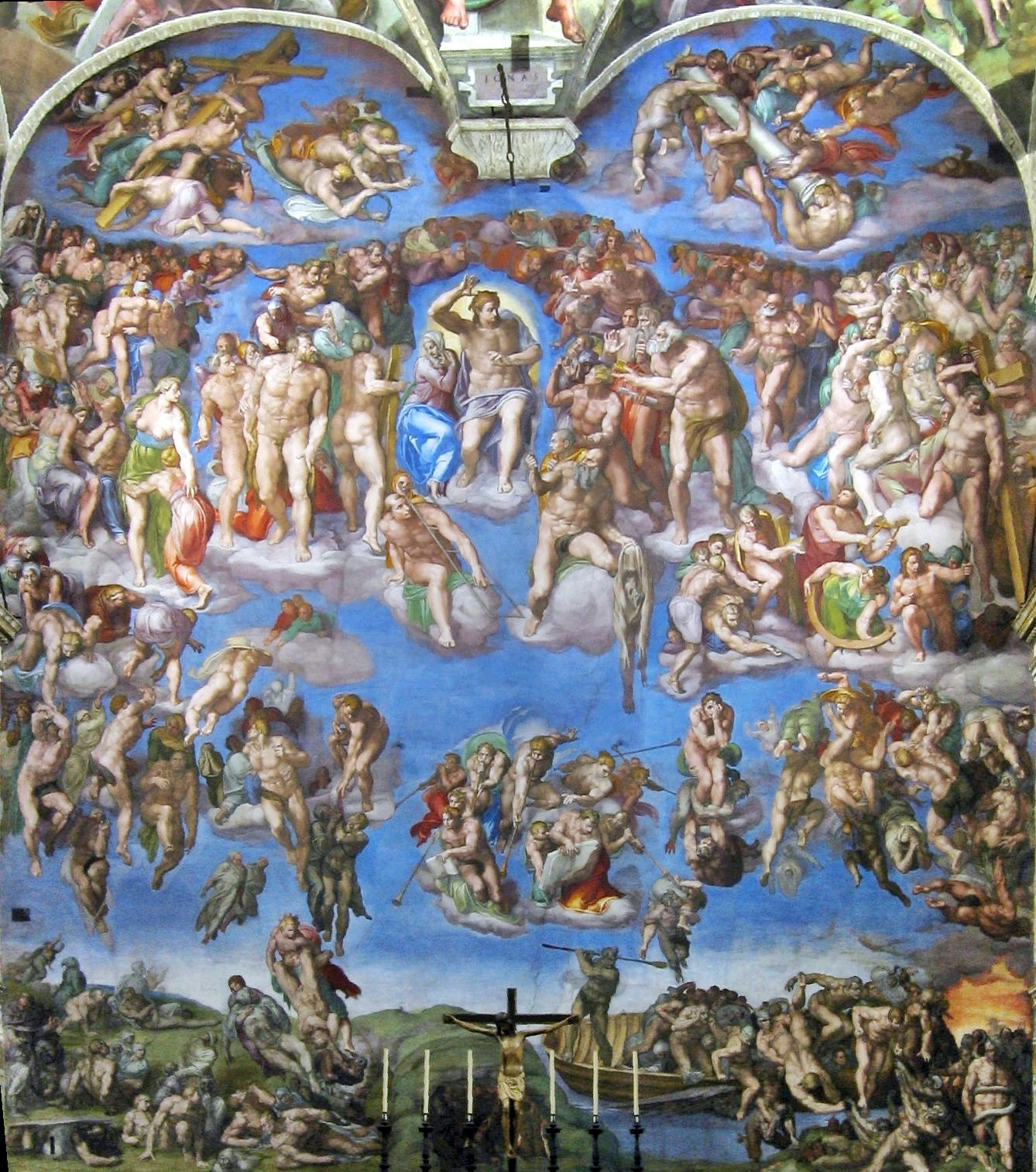
Michelangelo: Az utolsó ítélet, freskó, Sixtus-kápolna, Vatikán

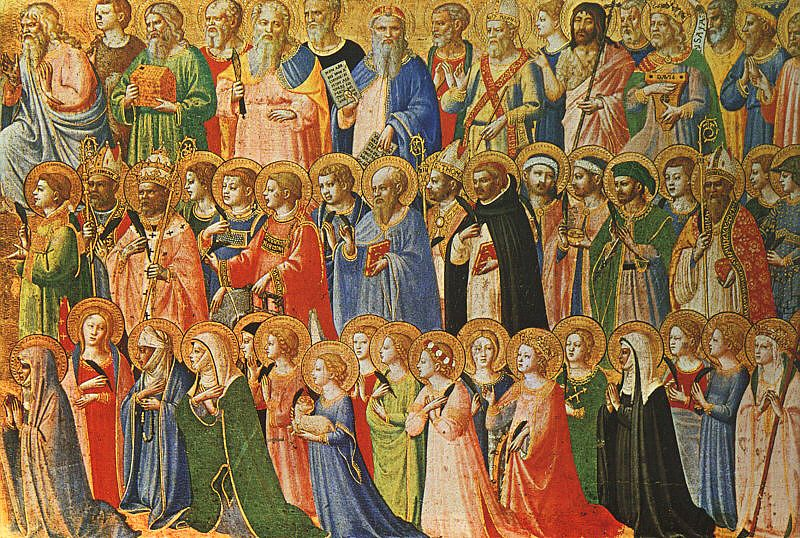
Fra Angelico: Mindenszentek, National Gallery, London

A mindenszentek egy nagyon régi keresztény ünnep, gyökerei azonban nem a Bibliához, hanem az ókeresztény közösségekhez nyúlnak vissza.

### Más hasonló tartalmú, korábbi ünnepek
Minden nép körében voltak ünnepek, melyeknek célja a halottakról való megemlékezés volt. Például a rómaiaknál ez a feralia volt, amit február 13–21. között ünnepeltek. Virággal díszítették a sírokat, ételeket és sót helyeztek rájuk. Ideje alatt bezárták a templomokat, s nem kötöttek házasságot. Úgy hitték, hogy az elhunytak lelke ezekben napokban feljön a sírra, s fogyaszt az ételekből, mert szünetelnek az alvilági büntetések és a manesek (manes = elhunytak lelkei) is pihennek. Február 22-én pedig minden római család megülte a caristiát, a kölcsönös szeretet ünnepét és egymást megajándékozva, vidámsággal oldották föl a feralia komorságát.

### Kialakulása és története keleten
Már a kereszténység nagyon korai szakaszában is szokás volt a mártírokról, különösen erényes életet élt hívekről, bibliai személyekről megemlékezni a haláluk napján. Ez a zsidó vallás hagyományaihoz is visszanyúlhat, ahol szokás volt az elhunytakra emlékezni a haláluk napján (jorcajt). Ugyanakkor egy idő után már túlságosan sok emberről kellett volna megemlékezni, másrészt nem tudtak számontartani mindenkit, illetve nem is ismerhettek minden olyan személyt, aki ünnepre méltó, különösen igaz volt ez Diocletianus császár keresztényüldözését követően. Emiatt kezdtek el különböző közösségek más-más időpontokban ünnepet tartani minden vértanú és üdvözült lélek tiszteletére, akik közé tartoztak mindazon elhunyt emberek is, akiknek egyenként nem tudtak ünnepet szentelni. A szokás először keleti közösségeknél jelent meg már a 4. században (380 körül). Antiokheiában a pünkösdöt követő vasárnap, Szíria és Mezopotámia más részein a húsvét utáni péntek, a kopt keresztényeknél október 23-án, az örmény keresztényeknél a Szent Kereszt felmagasztalását követő tizedik vasárnapot követő szombaton, Edesszában május 13. volt ez a nap. Az ortodox kereszténységben a mai napig mindenszenteket a pünkösdöt követő első vasárnap ünneplik. A hagyomány szerint keleten VI. Leó bizánci császár terjesztette ki az ünnep hatályát a vértanúkról minden szentre, miután templomot emeltetett szent életű felesége emlékére. Mivel azt nem engedték, hogy a templomot a császárnénak szenteljék, Leó úgy döntött, hogy a mindenszenteknek dedikálják.

### Története nyugaton
A hagyomány nyugatra is átterjedt. Először Torinoi Szent Maximoszról jegyezték fel, hogy évente a pünkösdöt követő vasárnap prédikált minden vértanú tiszteletére. Később IV. Bonifác pápa 609. 05. 13-án a Szűzanya és az összes vértanúk tiszteletére felszentelte Rómában a Pantheont, a korábban minden római isten előtt tisztelgő templomot. Ezen esemény évfordulóját kezdték el évente ünnepelni. Hogy van-e köze a korábbi keleti közösség szokásaihoz a dátumnak, egyáltalán tudott-e róla a pápa, vagy pusztán szerencsés egybeesés, nem tudni. Szintén vitatott, hogy kapcsolódhat-e a dátum a római lemuralia ünnepéhez. Azonban bizonyos, hogy még esetleges kapcsolat esetén is pusztán a dátum közös, mivel a keresztény mindenszentek ünnepe sokkal inkább a februári feraliára hasonlított, mind tartalmában, mind szokásaiban, és nem volt semmilyen lemuráliához köthető szokás, amit örökölt volna. Emellett a lemurália három napon át tartó ünnep volt, és május 13. csak a zárónapja volt. III. Gergely pápa a Szent Péter-bazilikában kápolnát szentelt november 1-én „a Szent Szűz, minden apostol, vértanú, hitvalló, s a földkerekségen elhunyt minden tökéletes igaz ember” emlékére, amint azt a Liber Pontificalis szemlélteti. Az ünnep dátuma is ekkorra változott. Később IV. Gergely pápa erősítette meg és egyetemesítette az új dátumot, Jámbor Lajos frank császár pedig az egész Frank Birodalomban hivatalosan is elismertette. 

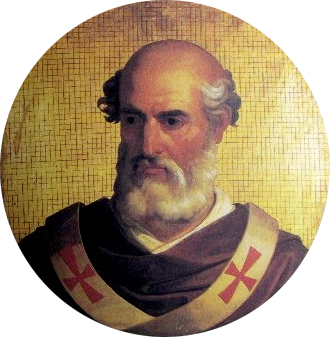
IV. Gergely pápa, aki 835-ben egyetemes ünneppé tette a Mindenszentek ünnepét

Az új dátum hasonló időpontra esett a kelta samhain ünneppel, emiatt Írországban egy ideig még április 20-án ünnepelték a mindenszenteket, hogy ne keveredjen a pogány ünneppel és szokásokkal. Aztán ott is bevezették a novemberi dátumot, az október 31-éről november 1-re virradó éjszaka az All Hallow's Eve lett, vagyis „Mindenszentek előestéje”. November első napja volt a keresztény ünnep napja, All Saints' Day (All Hallow's Day, „Szentek napja”). A többi keresztény jeles naphoz hasonlóan, mindenszenteket is a vigilia előzi meg, vagyis az előeste, amit az angol nyelv az "eve" szóval fejez ki. Ekkor sok régi, pogány szokást megőriztek, ami halloween ünnepévé nőtte ki magát, ami később Amerikán keresztül az egész világon elterjedtté vállt. A nyolcadot IV. Szixtusz pápa csatolta hozzá, ám XII. Piusz pápa liturgikus reformjai a vigíliát és a nyolcadot is elnyomták.
A 11. században Szent Odilo, clunyi bencés apát kezdeményezte a kolostorában először a halottak napját a mindenszenteket követő napon, amikor szerzeteseivel azon lelkekért imádkoztak, akik még nem érték el az üdvösséget és a purgatóriumban tisztulnak meg. Ez terjedt el később az egész egyházon belül a szenvedő egyház ünnepeként.

### Az ünnep története a protestáns felekezetek körében
Az ünnep a reformációt követően több protestáns felekezet továbbra is fenntartotta az ünnepet valamilyen formában, bár háttérbe szorult. Több evangélikus, valamint néhány református egyház ünnepli a mindenszenteket, például a Svéd Egyház vagy a Presbyterian Church (USA). A magyar evangélikusok számára is a halottakra való emlékezés az ünnep elsődleges jelentése, hasonlóan a halottak napjához. A magyar reformátusok körében a mindenszentek nem hivatalosan elismert egyházi ünnep, azonban sokan tartják az evangélikusokhoz hasonló módon: az elhunytak emlékezetének napjaként. Sokan mennek ki ilyenkor a temetőkbe, gyertyát gyújtanak az eltávozott ismerőseik emlékére, imádkoznak, valamint feldíszítik ekkor a sírokat. Az anglikán egyházakban továbbra is főünnepnek számít, illetve több metodista közösség is ünnepli egyháztörténeti és teológiai okok miatt. Ehhez az ünnephez kötődik a reformáció napja is. Luther Márton éppen azért, hogy olvashassák el és lássák, mindenszentek előestéjén függesztette ki a wittenbergi vártemplom kapujára a 95 tételét. Az ökumenizmus erősödésével a felekezetek és egyházak közötti hagyományok megosztása egyre elterjedtebb jelenség.

## Az egyes egyházakban

### A katolikusoknál
A római katolikusoknál november 1-jén tartott főünnep, a görögkatolikusoknál a húsvét utáni 8. és a pünkösdöt követő 1. vasárnap ünneplik. Ekklesziológiailag a diadalmas Egyház (Ecclesia triumphans) ünnepe, amely a mennybe jutott, megdicsőült lelkek társasága. Őket a „szentek közössége” köti egybe a földön élő lelkekkel (küzdő egyház, Ecclesia militans) és a tisztítóhelyen szenvedőkkel (szenvedő egyház, Ecclesia patiens).

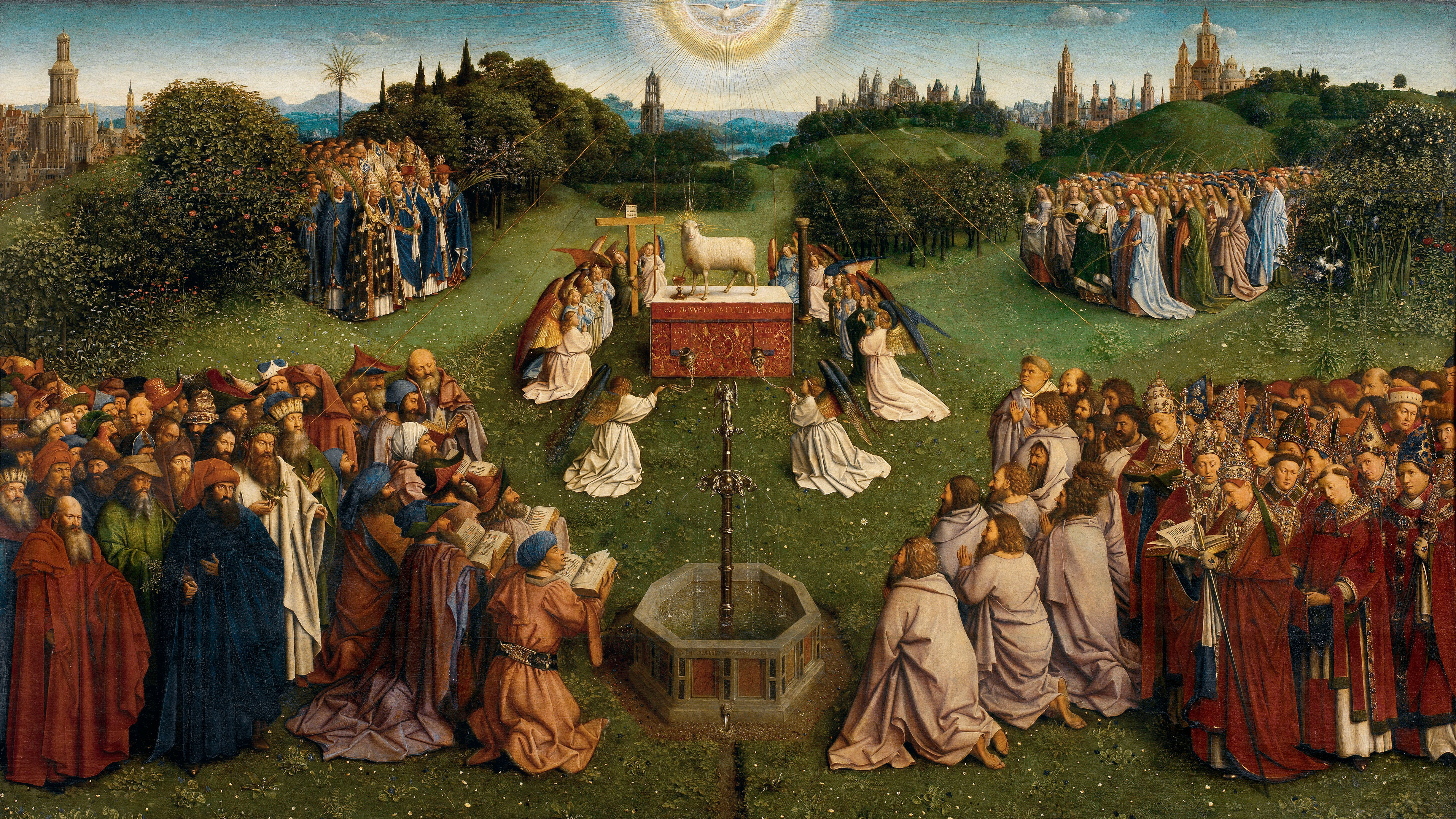
A Genti oltár A bárány imádása című táblaképe.

A katolikus egyházban a mindenszentek napján tartott szentmisék állandó könyörgése: „Mindenható örök Isten, ki megadtad nekünk, hogy egy napon ünnepelhessük minden szented dicsőségét, arra kérünk, hogy sokszoros közbenjárásukra bőven áraszd reánk irgalmasságodat.”
A katolikus litániákban Szűz Mária egyik megszólítása: Mindenszentek Királynéja és a Szép Szeretet Anyja. Ezzel a megszólítással Máriának külön ünnepe van, május 31-e, ami a mindenszentek ünnep középkori dátumával egyezik meg.
A mindenszentek litániája ősi könyörgő imádság, amelynek szerkezete a többi litánia mintája lett.

### A keleti egyházban
A keleti egyházban a 380-as kezdettől megemlékeztek az összes vértanúra, különböző dátumokon. A keleti katolikus egyházakban: Szíriában május 13-án, Antiochiában a pünkösdöt követő első vasárnapon, az örmény egyházban a Szent Kereszt felmagasztalását követő tizedik vasárnap utáni szombaton, a koptoknál pedig október 23-án.

#### Az ortodoxoknál
Az ortodox kereszténységben a régi hagyományt követve a szentekre megemlékező mindenszentek vasárnap (görögül: Áγιων Πάντων, Agiōn Pantōn) a pünkösdöt követő első vasárnap.

### Reformátusok, evangélikusok
Míg a Mindenszentek ünnepe a katolikus egyházban az összes üdvözült lélek emléknapja, a reformátusoknál nem egyházi ünnep sem a halottak napja, sem a mindenszentek, mert helytelennek ítélik a katolikus halotti kultuszt, és a katolikus szenteket sem ismerik el. Az evangélikusok megtartják a Halottak napját, de a Mindenszentek ünnepét nem, bár elismerik a szentek létezését. A reformátusoknál a Halottak napi szokások a gyertyagyújtás és sírgondozás új keletű és katolikus hatásra kialakult szokás.

## Szokások

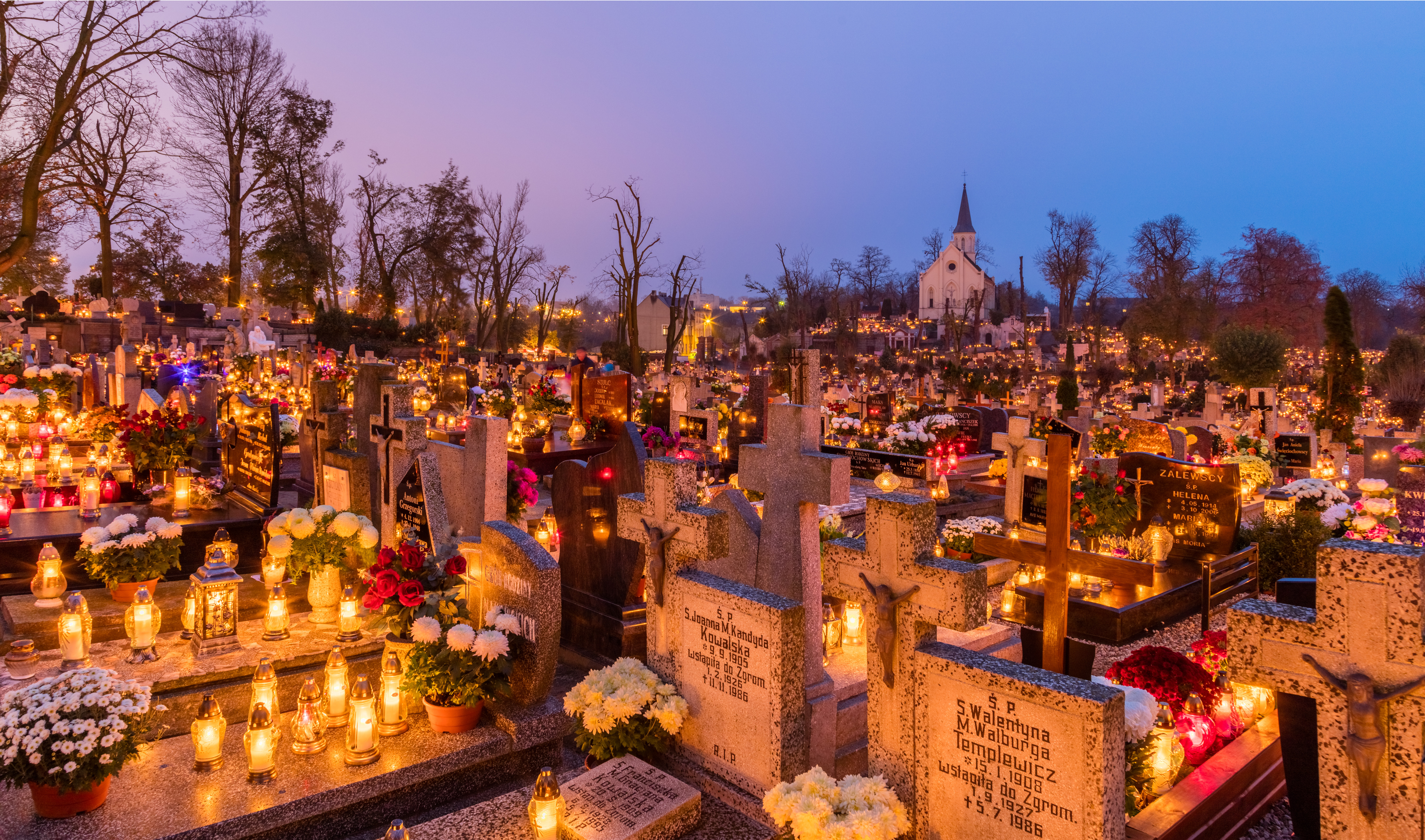
Mindenszentek estéje Lengyelországban, Gniezno városában

Sok európai országban – köztük Magyarországon és valamennyi magyarlakta területen – szokás, hogy az emberek meglátogatják és rendbe teszik elhunyt hozzátartozóik sírját, virágot visznek és gyertyákat, mécseseket gyújtanak mindenszentek napján, illetve a halottak napján. A gyertya fénye az örök világosságot jelképezi, a katolikus egyház szertartása szerint a „temetők nagy keresztjénél, a mindenki keresztjénél” elimádkozzák a mindenszentek litániáját, és megáldják az új síremlékeket. Magyarország egyes vidékein régebben harangoztattak is a család halottaiért. Nálunk a sírok virágokkal és koszorúkkal való feldíszítése a 19. század elejétől terjedt el német katolikus hatásra. E szokást nemcsak a katolikusok, hanem a protestánsok és a nem hívők is átvették. Mivel a krizantém fehér és színes változatai Mindenszentek és Halottak napja körül nyílnak, Magyarországon leginkább ez a virág az, amivel a sírokat díszítik. Az Ipoly menti falvakban, ha valaki nem tud elmenni a temetőbe, az otthon gyújt gyertyát a halottja tiszteletére. Régebben azt figyelték, hogy kinek ég el hamarabb a gyertyája, mert a népi hiedelem szerint az hal meg előbb a családban, akié előbb elalszik. Vannak, akik a gyertyagyújtás szokásáról kereszténység előtti eredetet feltételeznek. Ők azt tartják, hogy azért gyújtanak lángot a sírokon, hogy a tévelygő lelkek melegedni tudjanak a gyertyák lángja mellett, illetve, hogy visszataláljanak sírjaikba, és ne nyugtalanítsák az élőket.

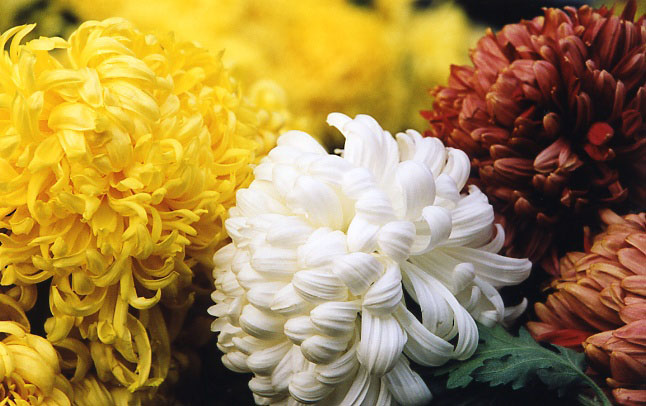
Krizantém, halottaink virága Magyarországon

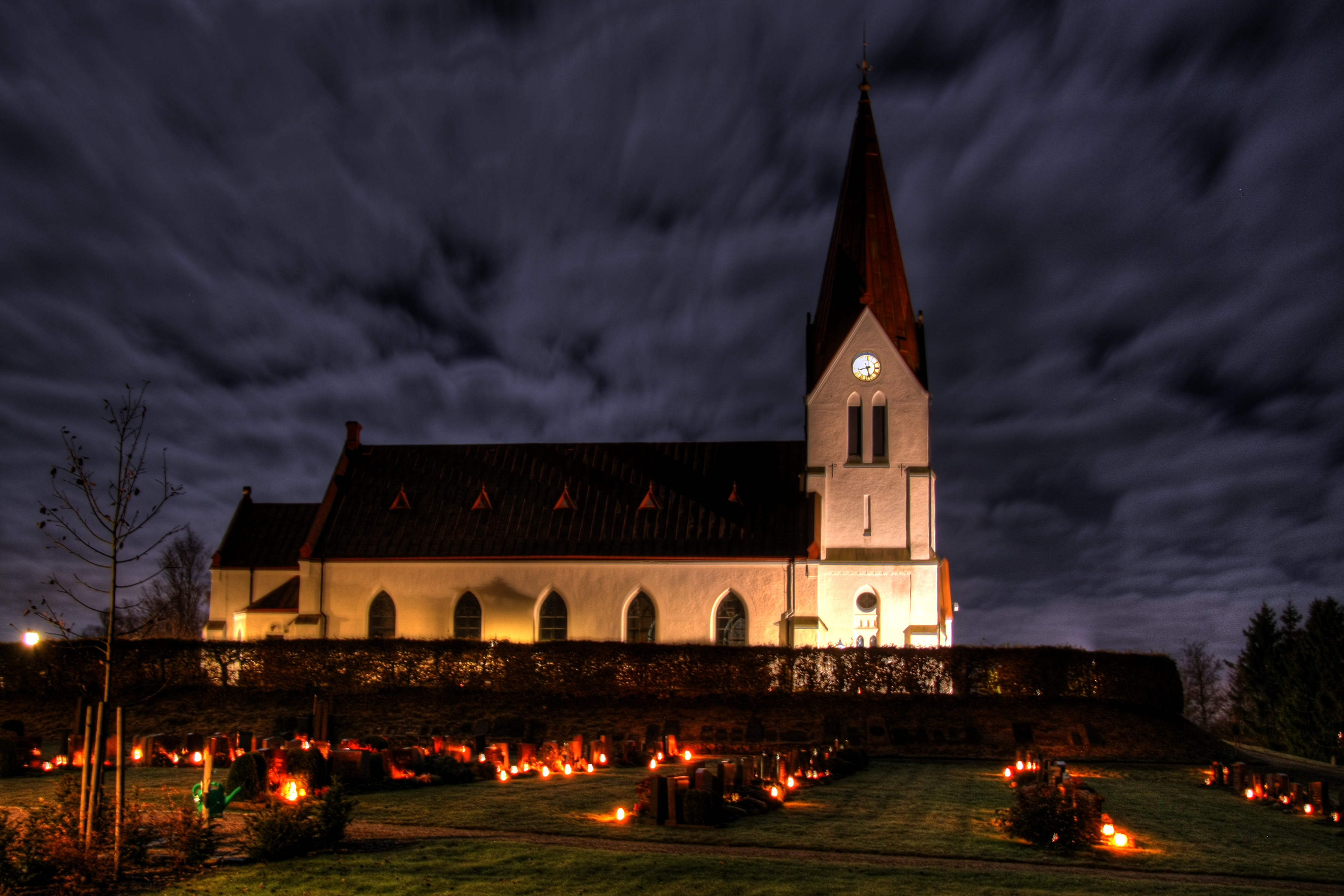
Mindenszentek estéje Svédországban

Magyarországon nagyon sok templomot szenteltek a Mindenszenteknek és sok oltárkép ábrázolja őket. A Mindszent nevet településeknek is adták, mint a Baranya vármegyei Okrimindszent (ma Kisszentmárton) és Mindszentgodisa, a Szepes vármegyei Szepesmindszent, vagy a Csongrád-Csanád vármegyei Mindszent.
A mindenszentek tiszteletét őrzi Mindszenty József (Pehm József) hercegprímás neve is, aki 1942-ben magyarosította vezetéknevét Mindszentyre szülőfalujáról, Csehimindszentről felvéve (az y csak külön engedéllyel vehető fel).
Portugáliában, Spanyolországban és Mexikóban szokás, hogy ezen a napon felajánlásokat (ofrendas) tesznek. Spanyolországban hagyományosan ezen a napon előadják a Don Juan Tenorio című darabot.
Az angol nyelvű országokban hagyományosan elhangzik William Walsham How "For All the Saints" („Minden szenteknek”) című himnusza. A legnépszerűbb dallam a himnuszhoz a Ralph Vaughan Williams szerezte Sine Nomine.

## Mindenszentek az irodalomban
Emlék az, ami itt suhan el velem messze, az éjben 

Emlék ez a hajó, emlék a város emlék vagyok én 

Elszáll és múlnak az évmilliók s nem lesz pillanat, egy se 

Robogó légigép visszarohanó Lethe-hajók 

Ablaka mellől lesve ki fekete ködben 

Hogy egymást messe mégegyszer szempillantásra a két út 

Elvillanva hogy lássalak s te is, és intsünk az ablakon át 

Csak ennyit, szervusz, isten veled, isten veled! élet, 

Ifjúság, remegő remény, mámor, félszeg, gyönge mosoly 

Halk, tehetetlen kis tiltakozás az Éjszaka ellen
És nem véletlen az se, hogy az egyház épp ide, a tél küszöbére, az elmúlás kezdetére helyezte – s egymás mellé – mindenszentek és halottak napját, ünnepét. Tette ezt nyilván ama nagyszerű ellentmondás jegyében, melynek a halál csak látszata, tartalma azonban az élet, s tegyük hozzá, a szó legigazibb, legemberibb, tehát leginkább szellemi értelmében – élet. Halottaink szeretete elsőrendűen az élet iskolája. Igaz, nem az élet mechanikus folyamatainak, amelyeknek a nagy természet engedelmeskedik, hanem annak a másiknak, mely teremtő ellentmondásként épp a tél küszöbén kezd új munkába, fokozott kedvvel és lelkesedéssel. A külső kép: a hervadásé, a halálé és a menekülésé. Egyedül az ember függeszti szemét a mindenség lankadatlanul működő csillagaira, a távoli és nagy egészre, s azon is túlra…